# Gornet (okręg Prahova)
Gornet – wieś w Rumunii, w okręgu Prahova, w gminie Gornet. W 2011 roku liczyła 2391 mieszkańców.